# 图尔布河
图尔布河（法語：Tourbe，法語發音：[tuʁb] ⓘ）是法国大東部大區马恩省的河流，是埃纳河的左支流，长21.1千米，发源自索姆图尔布，于塞尔翁-梅尔济库尔流入埃纳河。